# 메가처치
메가처치(Megachurch) 또는 거대교회, 대형교회는 다양한 교육 및 사회 활동을 제공하는 매우 큰 교인을 보유한 교회이다. 대부분의 대형 교회는 개신교, 특히 복음주의이다. 비록 이 단어가 교파가 아닌 일종의 조직을 의미하기는 하지만 말이다. 하트퍼드 종교연구소(Hartford Institute for Religion Research)는 대형교회를 주말에 2,000명 이상의 사람들이 모이는 개신교 계열 기독교 교회로 정의한다.
최초의 메가처치는 1861년 영국 런던에 설립되었다. 20세기에 특히 미국에서 더 많은 교회가 등장하여 1980년대와 1990년대에 걸쳐 급속히 확장되었다. 21세기에 대형교회는 미국에 널리 퍼지게 되었고 몇몇 아프리카 국가와 오스트레일리아에서도 증가하는 현상이 되었다. 2000년대 후반과 2010년대 초반에는 대부분의 최신 좌석이 경기장형 좌석을 갖추고 있어 더욱 비전통적이 되었다.

## 역사

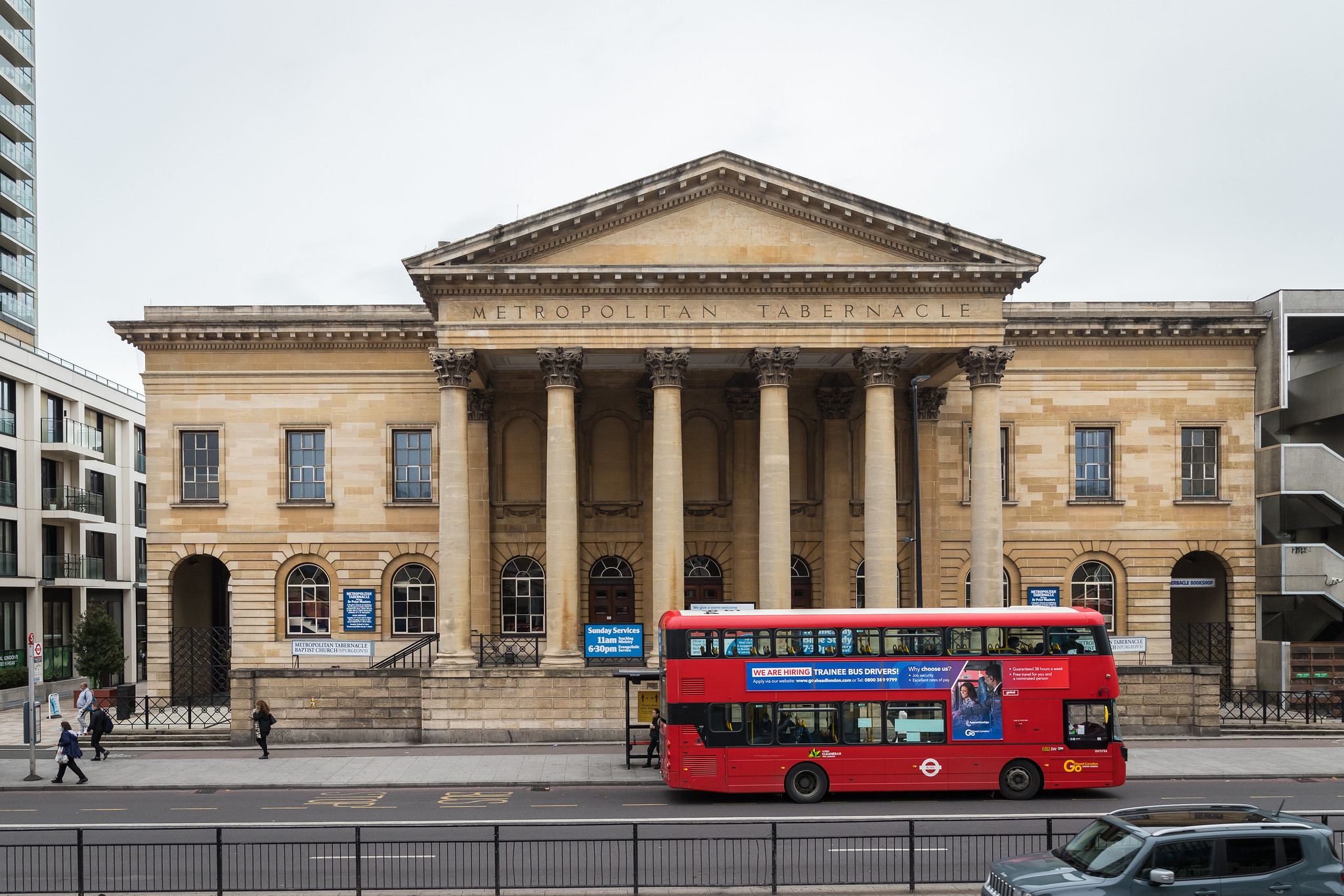
잉글랜드 런던 메트로폴리탄 태버내클

많은 지역 성도들이 매주 돌아오는 메가처치 운동의 기원은 19세기로 거슬러 올라간다. 이전에는 큰 교회가 있었지만 훨씬 드물었다.
최초의 복음주의 메가처치는 1861년 런던의 찰스 스펄전에 의해 메트로폴리탄 태버내클(Metropolitan Tabernacle)에 설립되었으며 6,000석의 강당이 있었다.
미국 최초의 대형교회는 1923년 로스앤젤레스의 5,300석 규모의 강당에 에이미 셈플 맥퍼슨이 설립한 안젤루스 템플(Angelus Temple)이었다.

## 관련 문헌
- Hunt, Stephen (2019). 《Handbook of Megachurches》 (PDF). Brill. ISBN 9789004412927.
- Loveland, Anne; Wheeler, Otis (2003). 《From Meetinghouse to Megachurch: A Material and Cultural History》. ISBN 0826214800.